# Juan Peláez
Juan Peláez (Cidade do México, 12 de dezembro de 1948 - Saltillo, 23 de novembro de 2013) foi um ator mexicano de cinema, teatro e televisão.

## Biografia
Nasceu na Cidade do México, filho de refugiados espanhóis da Guerra Civil Espanhola. Se graduou en teatro e artes cênicas na UNAM. Estreou no cinema na década de 1970. Foi um prolífico ator de cinema, teatro e televisão, chegando a participar de mais de 100 filmes e mais de 30 obras e telenovelas.
Faleceu em 23 de novembro de 2013, vítima de um ataque cardíaco devido a um câncer.

## Carreira

### Telenovelas
- Corona de lágrimas  (2012-2013) ...... Dr. Eliseu Marrufo[3]
- Zacatillo (2010).... Augusto Cienfuegos
- Cuidado con el ángel (2008).... Rodolfo del Huerto
- Querida enemiga (2008).... Fernando Rafael Davi III Cuenca e Espinosa dos Monteiros "Davi Cuenca"[4]
- Las tontas no van al cielo (2008).... Ricardo
- Al diablo con los guapos (2007).... Federico Belmonte
- Destilando amor (2007).... Ministerio Público
- Mundo de fieras (2006).... Clemente Rivas del Castillo
- Barrera de amor (2005).... Sergio López
- Misión S.O.S. (2004).... Martín
- Amarte es mi pecado (2004).... Don Carmelo Quintero
- Clase 406 (2002-2003).... Octavio Valenzuela
- ¡Vivan los niños! (2002-2003).... Lic. Arredondo
- La otra (2002).... Enrique Salazar
- Navidad sin fin (2001-2002).... Solís
- Sin pecado concebido (2001).... Anselmo Campos
- Atrévete a olvidarme (2001).... Santiago Rosales
- Locura de amor (2000).... Santiago Sandoval
- Cuento de Navidad (1999-2000).... Saúl Coder
- Mujeres engañadas (1999-2000).... Jefe
- Serafín (1999).... Atlanta Abel (voz)
- Ángela (1998-1999).... Humberto Gallardo
- Desencuentro (1997-1998).... Esteban Aguirre
- La antorcha encendida (1996).... Don Miguel Hidalgo y Costilla
- Valentina (1993-1994).... Ernesto Valdepeñas
- Capricho (1993).... Antonio Aranda
- En carne propia (1990 - 1991).... Jerónimo Serrano
- Un rostro en mi pasado (1990).... Carlos Duboa
- Pobre señorita Limantour (1987).... Augusto
- Tal como somos (1987)
- Profesión: Señora (1983).... Carlos
- Gabriel y Gabriela (1982).... Leonardo
- El hogar que yo robé (1981).... Braulio
- Infamia (1981).... Alejandro
- La divina Sarah (1980).... Mauricio
- Yara (1979).... Andrés
- Rosalía (1978).... René
- Humillados y ofendidos (1977) .... Jorge
- Yo no pedí vivir (1977).... Leandro
- Ven conmigo (1975).... Jorge
- Paloma (1975).... Eladio
- Mundo de juguete (1974).... Braulio
- El juramento (1974)
- Mis tres amores (1971) .... Uribe

### Filmes
- Zapata, el sueño del héroe (2004)
- Los muertos que nos dieron la vida (2003)
- Comando M-5 (2002)
- Masacre nocturna (2007)
- Justicia privada (2007)
- Los cómplices del infierno (1995)
- Atrapados (1995)
- El trono del infierno (1994)
- Muralla de tinieblas (1994)
- Vigilante nocturno (1994)
- Entre el amor y la muerte (1993)
- El fiscal de hierro 3 (1992)
- La última fuga (1991)
- Maverick... lluvia de sangre (1991)
- Polvo de muerte (1991)
- Violencia sin tregua (1991)
- Keiko en peligro (1990)
- El último escape (1990)
- El estrangulador de la rosa (1990)
- Crack, vicio mortal (1990)
- Buscando al culpable (1990)
- Violaciones, casos de la vida real (1990)
- Tarot sangriento (1990)
- Venganza de policía (1990)
- Romero (1989)
- Música de Viento (1989)
- Dos tipas de cuidado (1989)
- El fiscal de hierro (1989)
- Licencia para matar (1989)
- El Judas en la frontera (1989)
- 7 fugas del capitán fantasma (1989)
- A garrote limpio (1989)
- Pilas calientes (1989)
- Los machos están fatigados (1989)
- Solicito marido para engañar (1988)
- Ladrón (1988)
- Un paso al más acá (1988)
- A sangre y fuego (1988)
- Música de viento (1988)
- Durazo, la verdadera historia (1988)
- Con el niño atravesado (1988)
- Trágico terremoto en México (1987)
- Una adorable familia (1987)
- Matadero (1987)
- Luguer, el asesino del Paso (1987)
- Lo negro del negro... (poder que corrompe) (1987)
- Juan Polainas (1987)
- La Alacrana (1986)
- Ese loco, loco hospital (1986)
- Al filo de la ley: Misión rescate (1986)
- Motín en la cárcel (1986)
- El Hombre de la mandolina (1985)
- Escape sangriento (1985)
- Viaje al paraíso (1985)
- Historia de una mujer escandalosa (1984)
- Con el cuerpo prestado (1983)
- Lobo salvaje (1983)
- Cosa fácil (1982)
- Días de combate (1982)
- El Caín del bajio (1981)
- Te solté la rienda (1980)
- La pistolera (1979)
- Las noches de Paloma (1978)
- Dinastía de la muerte (1977)
- En defensa propia (1977)
- Chin Chin el Teporocho (1976)
- El juicio de Martín Cortés (1974)
- Ante el cadáver de un líder (1974)
- Los doce malditos (1974)
- Aquellos años (1973)
- La justicia tiene doce años (1973)
- Cayó de la gloria el diablo (1972)
- El deseo en otoño (1972)
- La pequeña señora de Pérez (1972)
- La fuerza inútil (1972)
- Elena y Raquel (1971)
- El cielo y tú (1971)
- Las reglas del juego (1971)
- El jardín de tía Isabel (1971)
- Para servir a usted (1971)
- Jóvenes de la Zona Rosa (1970)

### Series de TV
- Como dice el dicho... Eduardo (2013) "Más sabe el diablo"
- Ernesto Alonso: Estrella de estrellas (2007)
- El Pantera (2007)
- Mujer, casos de la vida real (2002)
- Papá soltero (1987) .... Juan

## Prêmios e Indicações

### Prêmios Bravo
| Ano  | Categoría                   | Telenovela   | Resultado |
| ---- | --------------------------- | ------------ | --------- |
| 1999 | Melhor Estrelar Antagonista | Desencuentro | Ganhador  |

### Prêmios TVyNovelas 1999
| Ano  | Categoria                  | Telenovela            | Resultado |
| ---- | -------------------------- | --------------------- | --------- |
| 1997 | Melhor ator sobressaliente | La antorcha encendida | Ganhador  |